# Holothuriophilus pacificus
Holothuriophilus pacificus is een krabbensoort uit de familie van de Pinnotheridae. De wetenschappelijke naam van de soort is voor het eerst geldig gepubliceerd in 1836 door Poeppig.